# Annelies Appelhof
Annelies Appelhof (Amsterdam, 25 mei 1981) is een Nederlands actrice en theatermaker.

## Biografie
Appelhof behaalde in 2006 een master in de klinische ontwikkelingspsychologie aan de Universiteit van Amsterdam en in 2010 studeerde ze af aan de Toneelschool Arnhem. Ze speelde al rollen in vele theaterproducties van verschillende groepen en gezelschappen, waaronder jeugdtheater BonteHond uit Almere.
In 2019 richtte Appelhof de zAAk A op, een stichting voor jeugdtheater & kinderfilosofie.
Ze werd bij het brede publiek bekend door twee belangrijke rollen in televisieseries, als Romy Meesters in StartUp uit 2014 en als Alexandra "Alex" Reisel in Vlucht HS13 uit 2016. Appelhof vertolkte ook de rol van de overleden moeder in de droomsequenties van de familiefilm Finn van Frans Weisz uit 2013 en vertolkte een gastrol in Dagboek van een callgirl en een aflevering van Bluf, beide in 2015.
In de film Molly speelde ze een bijrol als Kimmy, een van de belagers van het hoofdpersonage. De film ging 2017 in première te Amsterdam tijdens het Imagine Film Festival.
Ook was zij in 2017 te zien in een aflevering van televisieserie Flikken Maastricht en in een aflevering van komedieserie Toon,  en had zij bijrollen in de televisieseries TreurTeeVee en Circus Noël.
In 2018 had zij een terugkerende gastrol in soapserie De Spa, en was vervolgens in 2019 te zien als Sophie in De 12 van Schouwendam.

## Theater
- 2010 - Überhaupt nicht (ook auteur)[5]
- 2010 - Ik is een ander (en de orde op zaken) (ook auteur)[5]
- 2011 - Een goed mens uit China[5]
- 2011 - Mier[5]
- 2011 - De roof[5]
- 2012 - L'art pour l'art 1[6]
- 2012 - I don't feel myself like a real person (ook auteur)[5]
- 2013 - Met je hoofd boven water
- 2014 - Mier[5]
- 2015 - Echt/Nep![7] (ook concept)
- 2017 - Voor de zekerheid[8] (ook creatie)
- 2018/2019 - Zin (ook concept en creatie)[9]
- 2020 t/m 2022 - Wie jij dan wel niet bent (ook concept en tekst)[10]
- 2021/2022 - Chef Kanin laat zich niet kisten[11] (ook concept en tekst)
- 2023 - Fantastisch (eindregie)[12]
- 2023 - De Baas (ook concept / auteur)[13]
- 2025 - BestFriends (concept / auteur)[14]

## Filmografie

### Film
- 2012: Hoe kom je erop?, als zwangere vrouw
- 2012: Hybris, als vriendin
- 2012: Het contract, als Patty
- 2013: Armada's Organizer, als politieofficier
- 2013: Finn, als moeder
- 2014: Breekbaar, als Ilse[15]
- 2014: Many a love ago
- 2016: Import
- 2016: Hoe het zo kwam dat de ramenlapper hoogtevrees kreeg, als jongedame met rood haar
- 2017: Molly, als Kimmy
- 2019: Where the Birds go, als Robin
- 2019: Boy Meets Gun, als buurvrouw
- 2019: De club van lelijke kinderen, moeder van Bob

### Televisie
- 2014: StartUp, als Romy Meesters
- 2014-2019: TreurTeeVee, als diverse personages
- 2015: Danni Lowinski, als Astrid
- 2015: Divorce, als sollicitante
- 2015: Dagboek van een callgirl, als Naomi
- 2015: Bluf, als Louise
- 2016: Vlucht HS13, als Alexandra 'Alex' Reisel
- 2017: Flikken Maastricht, als Dorien van Galen
- 2017: Toon, als prostituee
- 2017: Circus Noël, als drakenvrouw
- 2018: De Spa, als Jokaste
- 2019: Killing Eve, als Sarah
- 2019: De 12 van Schouwendam, als Sophie
- 2020: Dit zijn wij, als Kim
- 2020: Toen wij de tijd hadden, als Moniek
- 2022: Flikken Rotterdam, als Dionne Wiegman
- 2022: Oogappels
- 2023: Van der Valk, als Isabelle Delacorte
- 2024-2025: Goede tijden, slechte tijden, als Rianne Merckx